# (17426) 1989 CS1
1989 سي أس 1 (ويعرف أيضًا باسم (17426) 1989 سي أس 1 وفق تسمية الكوكب الصغير) (بالإنجليزية: 1989 CS1)‏ هو كويكب ضمن حزام الكويكبات؛ وترتيبه 17426 من حيث الاكتشاف.
اكتُشف هذا الجُرم الفلكي بواسطة Yoshiaki Oshima ‏ في 5 فبراير 1989.

## وصلات خارجية
- (17426) 1989 CS1 في قاعدة بيانات مختبر الدفع النفاث لأجرام النظام الشمسي الصغيرة

- الاكتشاف · مخطط المدار ·  العناصر المدارية · المعلمات المادية

- (17426) 1989 CS1 على موقع ويكي سكاي: DSS2, SDSS, GALEX, IRAS, Hydrogen α, X-Ray, Astrophoto, Sky Map, Articles and images